# Poschiavino
Le Poschiavino est une rivière des Alpes coulant en Suisse et en Italie et un affluent de l'Adda, donc un sous-affluent du Pô.

## Parcours
Il prend sa source à proximité du Forcola di Livigno à 2 260 m d'altitude. Son cours est axé vers le sud, dans le val Poschiavo. Après être passé par Poschiavo, il remplit le lac du même nom. Il entre en Italie à proximité de Campocologno. Après un parcours de 4 km en Italie, il devient, près de Tirano, un affluent de l'Adda sur sa rive droite.

## Hydrologie
Son débit moyen est de 3,75 m3/s au niveau de la commune de Le Prese, station principale